# Augustenpassage

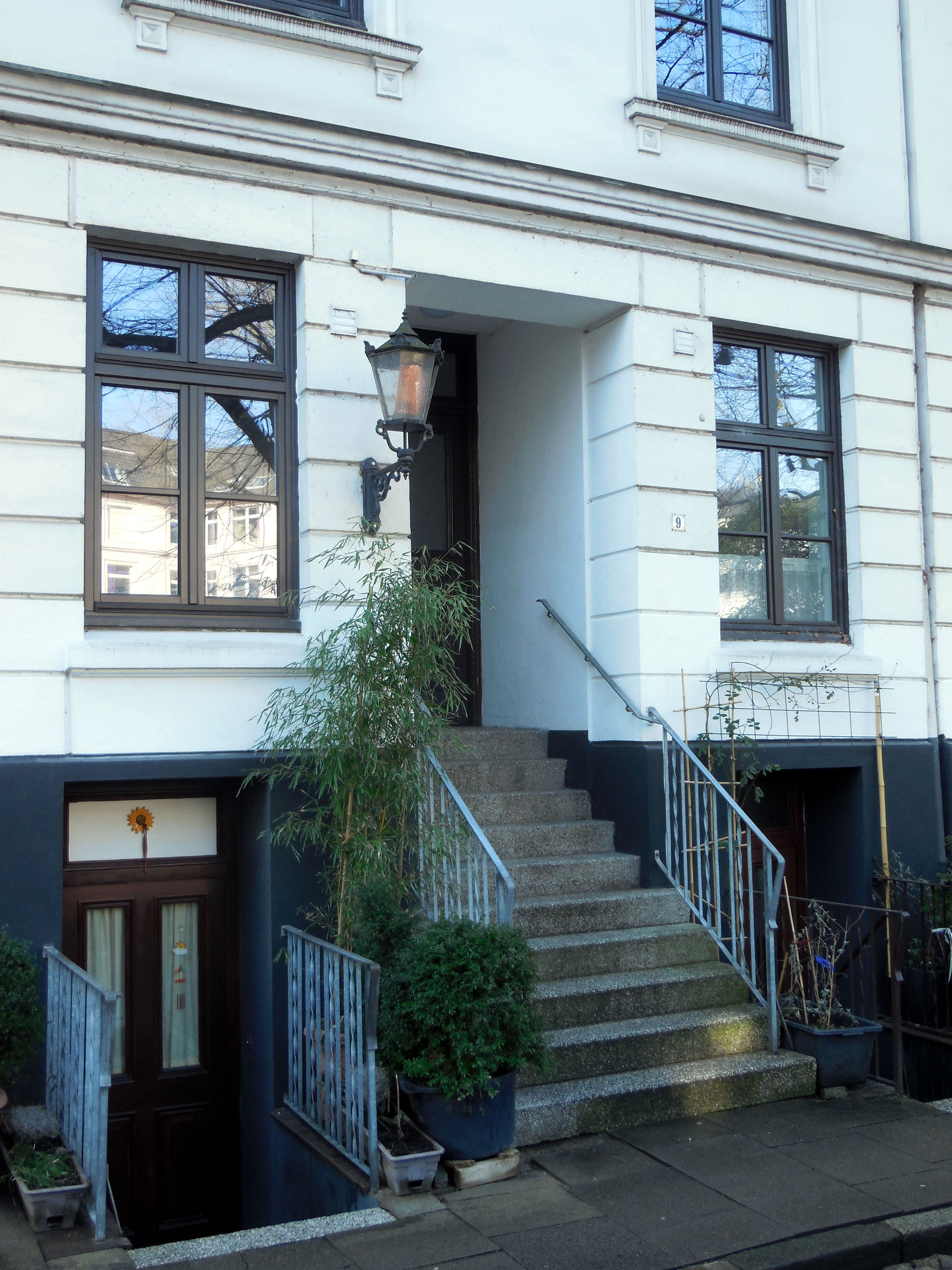
Augustenpassage, typischer Hauseingang

Die Augustenpassage ist eine 200 Meter lange Straße im Hamburger Stadtteil Sternschanze, in West-Ost-Richtung zwischen den Straßen Neuer Pferdemarkt und Sternstraße.

## Geschichtliches
Auf C.F. Gaedchens „Historischer Topographie von Hamburg“ von 1880 erscheint die heutige Augustenpassage bereits als noch unbenannte, von der Sternstraße ausgehende Stichstraße, südlich davon ist die ebenfalls als Stichstraße angelegte, benachbarte Beckstraße bereits namentlich eingetragen.
Auf „C. Adlers Plan von Wandsbek – Hamburg – Altona – und Umgebung“ von 1886 sowie der 1889 erstellten Karte „Hamburg mit Freihafen und Vororten“ aus der „Lithografischen Anstalt von C. Adler“, Hamburg, erscheint die Augustenpassage erstmals mit Namen und als durchgehende Straße bis zur Straße „A. n. Pferdemarkt“.

Auf einem Stadtplan von 1900 ist die „Augusten P.“, wobei an der Ecke zur anstoßenden Schanzenstraße ein Gebäude mit der Bezeichnung „Hagenbek Thierpark“ [sic!] eingetragen ist.
In der Liste der Kulturdenkmäler in Hamburg-Sternschanze ist das ganze zusammenhängende Wohngebäude der Augustenpassage mit allen Hausnummern auf den Zeitbereich „1860/1870“ datiert.

## Aktueller Zustand

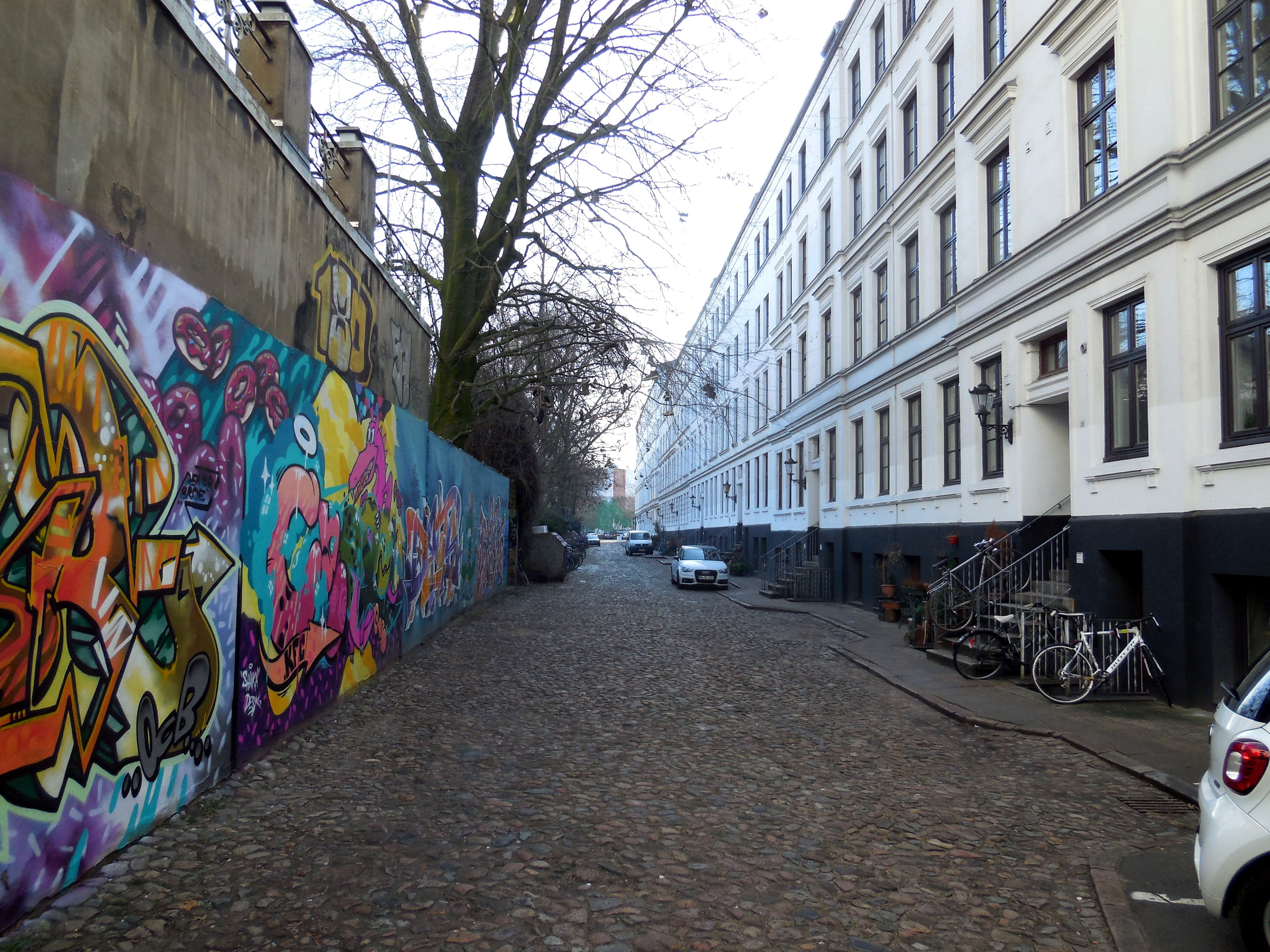
Augustenpassage, Blick zur Sternstraße
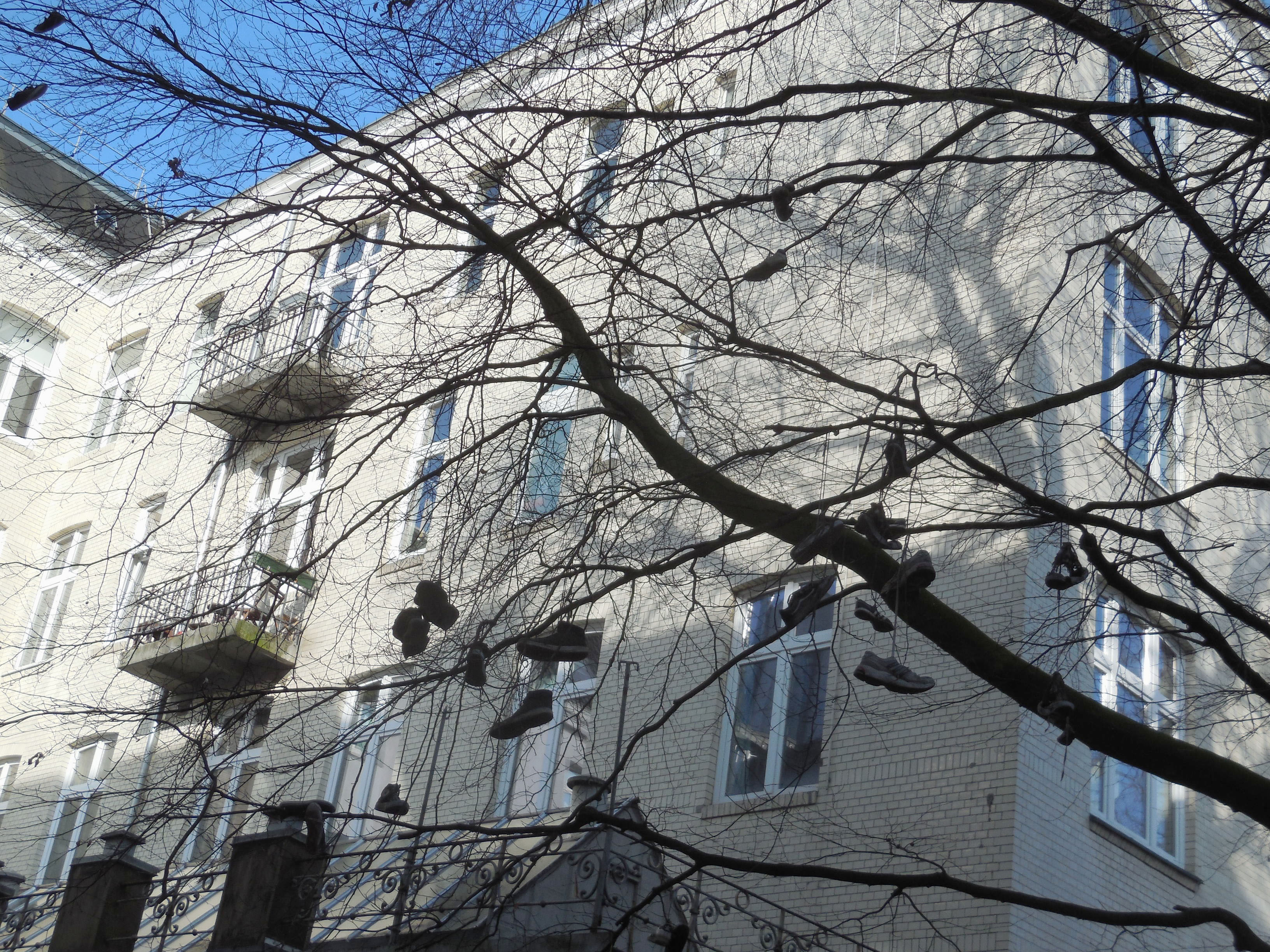
Schuh-Werk im Baum
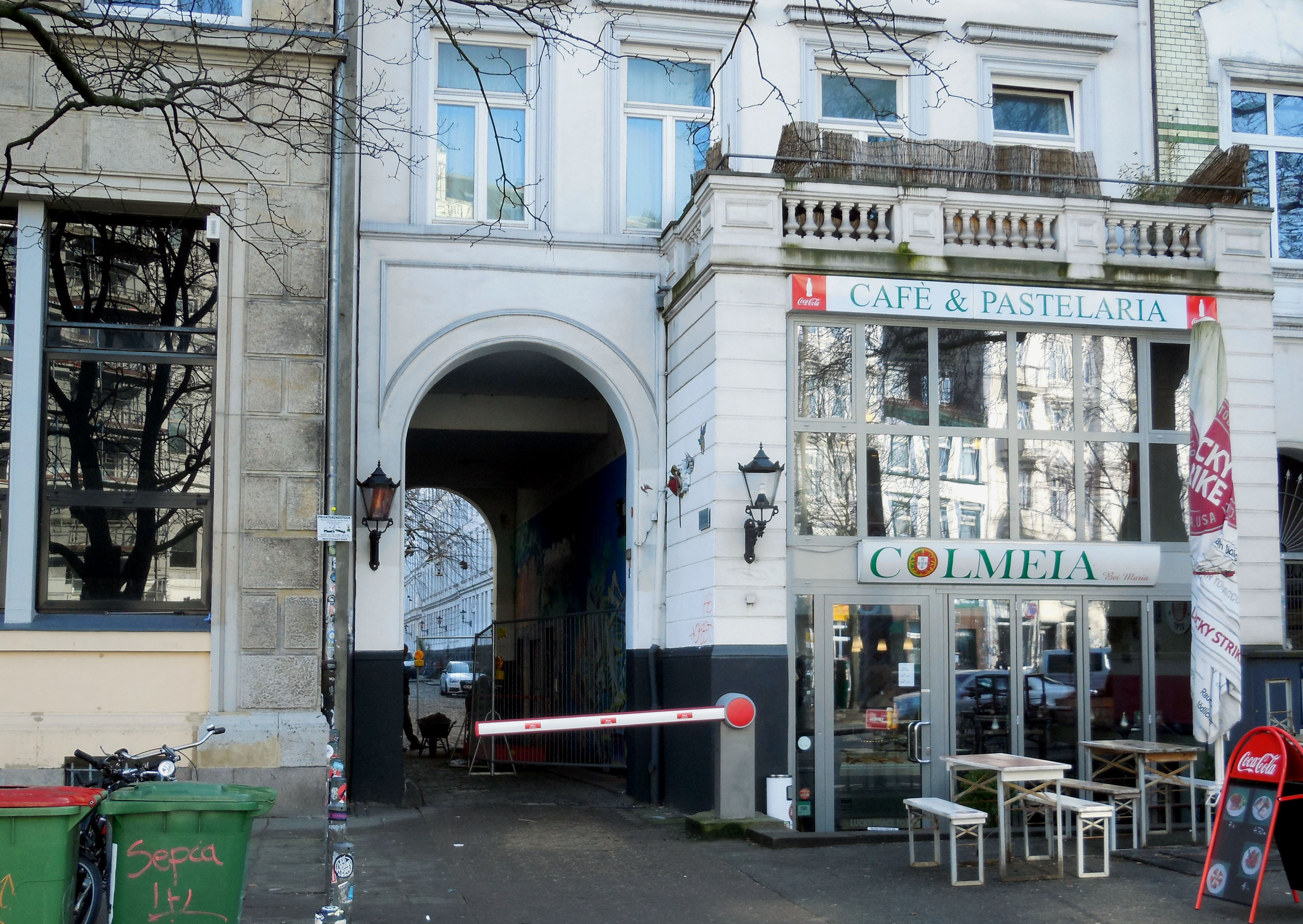
Tor am Neuen Pferdemarkt
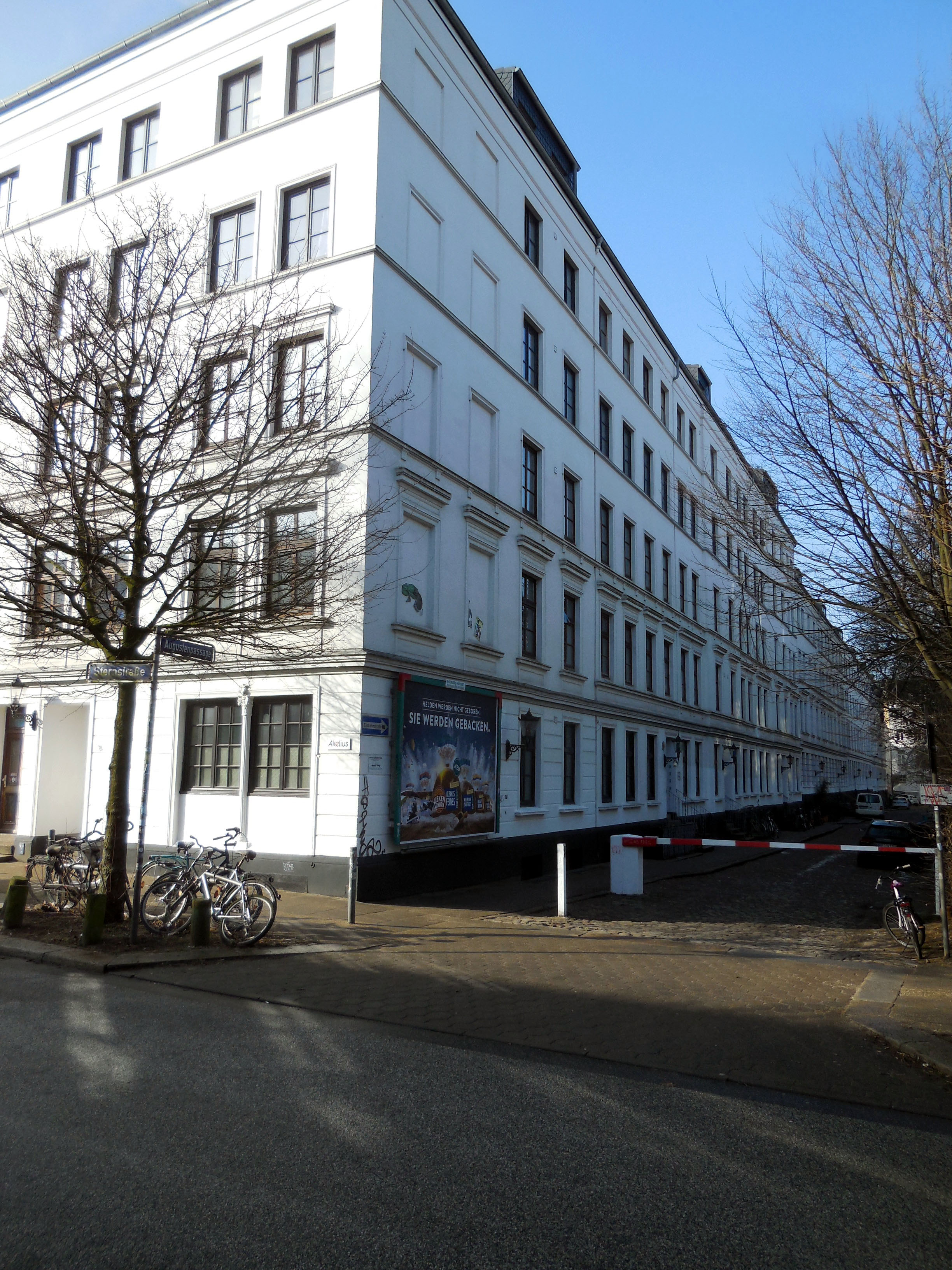
Einmündung Sternstraße
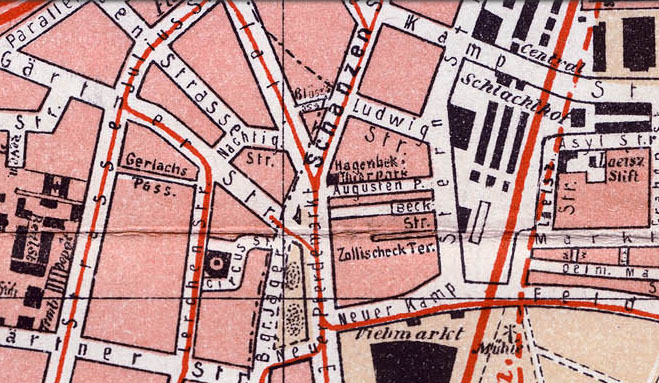
Lage auf einer Karte von 1900

Mit 220 Wohnungen ist der schwedische Immobilienkonzern Akelius der größte Eigentümer der Immobilien in der Augustenpassage (Stand 12/2013). Die heutige Augustenpassage hat auf der südlichen Seite einen durchgehenden, einheitlichen, vier- bis fünfstöckigen Wohngebäudeblock mit neun Einzel-Wohnungsaufgängen mit den Hausnummern von 3 bis 19 ohne die dazwischenliegenden geraden Zahlen. Jeder Abschnitt hat jeweils einen Treppenaufgang und beiderseits davon einen Treppen-Niedergang zu jeweils einer Souterrain-Wohnung. Bei jedem Treppenaufgang ist eine Außenlaterne im Stil alter Gaslampen angebracht, diese leuchten in unterschiedlichen Farben. Jede Farbe erscheint dabei zweimal, außer Blau, dieses befindet sich nur an Haus Nummer 13.
Das ganze Gebäude steht unter Denkmalschutz.
An dem Ende zum Neuen Pferdemarkt befindet sich ein Quergebäude mit einer Tordurchfahrt. An der Sternstraße schließt der Gebäudeblock mit einem Eckgebäude mit Zugang an der Sternstraße ab. Beide Straßenenden haben Schranken, die keinen Durchgangsverkehr zulassen, jedoch für Fahrzeuge von Handwerkern und  Lieferanten zu öffnen sind.
Der Straßenbelag besteht durchgehend aus unregelmäßig angelegtem Katzenkopfpflaster, in einem schmalen Bereich vor der Hausfront ist ein glatt gepflasterter Fußwegbereich angelegt.
Die nördliche Straßenseite grenzt an das Schulhofsgelände der Schule Ludwigstraße und hat dort einen durchgehenden Zaun mit Sichtblende. Entlang dieser Abgrenzung befinden sich verteilt Müllboxen und Fahrradabstelleinrichtungen.
Auf der dahinter liegenden Schulhofseite befindet sich durchgehender Baumbewuchs, dessen Geäst bis zu der Wohngebäudefront hinüberreicht; dieses  ist mit zahlreichen gebrauchten und hinübergeworfenen Schuhpaaren „geschmückt“.